# Bòrda de Tuquèra
La Bòrda de Tuquèra és un monument del municipi de Bausen (Vall d'Aran) inclòs en l'Inventari del Patrimoni Arquitectònic de Catalunya.

## Descripció
La borda de Tuquèra, en la vall de Carlac (zona de Borcs), segueix el model de les bordes de "tet de palha" que adossada a un penedís esglaonat, de manera estable es distribueix segons aquest perfil (compartiment de 6 x 5m) i el paller i la serva relació amb el nivell del segon esglaó, amb entrades diferenciades que queden bàsicament a peu pla.L'obra de paredat amb cantonades travades, suporta una "charpanta" coberta ab garbes de palla en el vèrtex, foren reforçades amb dues files " d'estartèrs" per banda. La façana principal s'orienta en aquest cas al nord, paral·lela a la "capièra", i presenta sengles portes (1,80 x 1m) de fulles horitzontals que faciliten la ventilació de l'estable, reforçada per una finestra a llevant amb barrots (0,90 x 0,70m) la Porta que dona al paller se situa sota l'estructura graonada dels "penaus" orientada a ponent (1,60 x 1,30m). A l'altra banda, el "penalèr" clou amb un empostissat de taules de fusta.

## Història
A jutjar per les notícies de l'any 1652 Era Tuquèra constituí un nucli primitiu de poblament, habitat per Pau Amiell i Joan Sanglada. L'any 1806 hi ha notícia de la celebració d'un espartatge per raó del dret de trànsit que tenien els bordalers de Borcs en el pas de la Bòrda de Carlac.